# Haley Paige

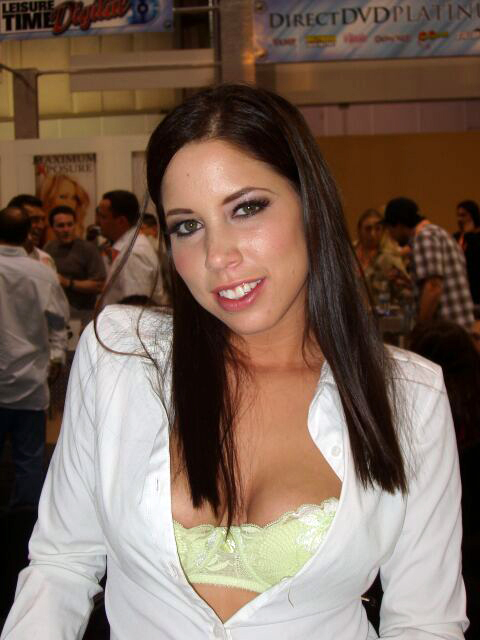
Haley Paige (2006)

Haley Paige (* 30. Dezember 1981 in Chihuahua, Mexiko; † 21. August 2007 in King City, Kalifornien, Vereinigte Staaten; geboren als Maryam Irene Haley) war eine US-amerikanische Pornodarstellerin und -regisseurin mexikanischer und walisischer Herkunft.

## Leben
Paige wurde in der Großstadt Chihuahua in Mexiko als zweites Kind einer mexikanischen Mutter und eines aus Wales stammenden Vaters geboren und wuchs später in San Diego (Kalifornien) auf. Im Alter von 19 Jahren begann sie ihre Karriere als Pornodarstellerin und spielte in über 300 Pornofilmen mit. Im Jahr 2005 wurde sie mit dem Preis „Unsung Siren“ ausgezeichnet. Im Jahr 2006 begann Paige als Pornoregisseurin für Smash Pictures zu arbeiten. Der einzige Film, in dem sie Regie führte, trägt den Titel Virgin Territory und wurde im Mai 2006 veröffentlicht. Nach ihrer Karriere als Pornodarstellerin und -regisseurin wollte Haley Paige als Sexualtherapeutin arbeiten.

## Tod
Nachdem sich Gerüchte über den Tod von Haley Paige Anfang September 2007 bestätigt hatten, wurden Stimmen laut, die ihren letzten Lebenspartner, den Pornoregisseur Chico „Wanker“ Hwang, für ihren Tod verantwortlich machten. Die beiden hatten am 2. August 2007 in Las Vegas geheiratet, drei Wochen vor Paiges Tod. Bereits am 28. Juni 2007 entführte Hwang Haley Paige mittels Waffengewalt und wurde am 29. Juni verhaftet, jedoch am 3. Juli wieder freigelassen. Am 29. September wurde er tot in einem Apartment aufgefunden. Die genauen Umstände des Todes beider wurden nie öffentlich gemacht. Vermutungen, Paige sei durch eine Überdosis Heroin ums Leben gekommen, wurden von der Polizei damit kommentiert, man habe zwar keine Einstichstellen gefunden, Heroinrauchen als Todesursache sei jedoch nicht auszuschließen. Außerdem wurde verlautbart, Chico Hwang sei in den Tod seiner Frau „verwickelt“ gewesen.

## Auszeichnungen
- 2005: XRCO Award als „Unsung Siren“